# Bathynomus jamesi
Bathynomus jamesi es una especie de isópodo perteneciente al género Bathynomus, identificado por primera vez en 2017 en la isla de Hainan en el norte del Mar de China Meridional a una profundidad de 898 metros.